# Semis direct sur couverture végétale
Le semis direct sur couverture végétale est une technique d'ensemencement en agriculture de conservation.
Le semis se fait sur un paillage : la paille va limiter l'accès au sol des graines contaminantes, va retenir l'eau en cas de forte chaleur (baisse de l'évaporation), va limiter le lessivage, et par sa décomposition lente, va apporter un peu de chaleur ainsi que des nutriments (si bien que cette technique nécessite moins d'intrants).
Cette technique plus respectueuse de l'environnement tente actuellement de se développer dans les petites exploitations des pays du tiers monde.